# شورای اقتصادی و اجتماعی سازمان ملل متحد
شورای اجتماعی و اقتصادی سازمان ملل متحد (به انگلیسی: United Nations Economic and Social Council) با نام کوتاه اکوسوک (ECOSOC) یکی از شش رکن اصلی سازمان ملل متحد است که فصل دهم منشور ملل متحد به آن اختصاص دارد. این شورا مسئولیت توجه و رسیدگی به امور اجتماعی، اقتصادی و امور مربوط به ۱۵ آژانس تخصصی و هشت کمسیون عملکردی و پنج کمیسیون منطقه‌ای سازمان ملل را به عهده دارد. اکوسوک به عنوان انجمن مرکزی بحث در مورد مسائل اقتصادی و اجتماعی و بین‌المللی و تدوین توصیه‌های سیاستی خطاب به کشورهای عضو و سیستم سازمان ملل متحد می‌باشد و دارای ۵۴ عضو است. علاوه بر عضویت چرخشی ۵۴کشور عضو سازمان ملل متحد. بیش از ۱۶۰۰ سازمان غیردولتی دارای وضعیت مشورتی با شورا برای مشارکت در کار سازمان ملل هستند.
نخستین نشست اکوسوک در چرچ هاوس، لندن در ۲۳ ژانویه ۱۹۴۶ (میلادی) برگزار شد. از آن پس شورا هر سال شماری نشست سازمانی جهت برنامه‌ریزی و تهیهٔ دستور کار و یک نشست محتوایی یک‌ماهه در ماه ژوئیه جهت بررسی مسائل، در دستور کار خود قرار داده است. همچنین شورا از سال ۱۹۹۸ (میلادی) در ماه آوریل نشستی با حضور وزرای اقتصادی کشورهای عضو بانک جهانی و صندوق بین‌المللی پول برگزار می‌نماید. علاوه بر این مجمع سیاسی سطح بالا در ژوئیه هرسال تحت نظارت این شورا تشکیل می‌شود.
اعضای شورا از بین ۵ منطقهٔ جغرافیایی سازمان ملل برای یک دوره سه ساله توسط مجمع عمومی سازمان ملل متحد انتخاب می‌شوند.
جمهوری اسلامی ایران هم‌اکنون وضعیت ناظر را در این شورا دارد. شورای اجتماعی و اقتصادی به عنوان مرکزی برای گفتگو دربارهٔ مسائل اقتصادی و اجتماعی بین‌المللی و فرموله کردن سیاست‌های پیشنهادی به اعضا و مجموعه سازمان ملل متحد عمل می‌کند.
وظایف اصلی این شورا شامل توسعه سطح استانداردهای زندگی، کار برای همه، توسعه اقتصادی، بهداشتی و دگرگونی اجتماعی؛ ارائه راهکار برای مسائل اقتصاد بین‌الملل و مشکلات بهداشتی و اجتماعی؛ آسان‌سازی همکاری‌های فرهنگی و آموزشی؛ و پیشرفت در احترام به حقوق بشر و آزادی سیاسی است.

## ترکیب شورا
شورا دارای ۵۴ عضو است که توسط مجمع عمومی سازمان ملل متحد برای دوره سه ساله انتخاب می‌شوند. همچنین اکوسوک یکی از ارکانی است که زیر نظر مجمع عمومی فعالیت می‌کند. شمار اعضای شورا در آغاز ۱۸ کشور بود که به علت افزایش اعضای سازمان ملل، منشور با دو تغییر این شمار را افزایش داد. با نخستین تغییر شمار اعضای شورای اقتصادی و اجتماعی به ۲۷ دولت در ۱۹۶۵ و با دومین تغییر در ۱۹۷۴ این شمار به ۵۴ دولت رسید. کرسی‌های شورا بر اساس مناطق جغرافیایی تقسیم شده که ۱۴ کرسی به کشورهای آفریقائی، ۱۱ کرسی به کشورهای آسیایی، ۶ کرسی به کشورهای اروپای خاوری، ۱۰ کرسی به کشورهای آمریکای لاتین و دریای کارائیب و ۱۳ کرسی به کشورهای غرب اروپا و سایر مناطق اختصاص دارد.
این شورا طی دوره‌های سه ساله کار می‌کند. دولت‌های عضو می‌توانند مجدداً و بلافاصله برای دورهٔ بعد هم انتخاب شوند. هر سال ‎ ۱/۳ اعضای این شورا تغییر می‌کند. سایر دولت‌های غیر عضو می‌توانند در بحث‌ها، بدون داشتن حق رأی شرکت کنند. دولت‌های غیر عضو سازمان ملل، جنبش‌های آزادی‌بخش ملی و نمایندگان مؤسسات تخصصی می‌توانند به عنوان ناظر در نشست‌های شورای اقتصادی و اجتماعی شرکت کنند.

### رئیس
رئیس شورا برای دوره‌ای یکساله و از میان قدرت‌های کوچک یا متوسط عضو انتخاب می‌شود.
| کشورهای آفریقائی (۱۴) | کشورهای آسیایی (۱۱)  | کشورهای اروپای شرقی (۶) | کشورهای آمریکای لاتین و حوزه دریای کارائیب (۱۰) | کشورهای اروپای غربی و سایر کشورها (۱۳) |
| --------------------- | -------------------- | ----------------------- | ----------------------------------------------- | -------------------------------------- |
| کامرون (۲۰۱۰)         | بنگلادش (۲۰۱۲)       | استونی (۲۰۱۱)           | آرژانتین (۲۰۱۲)                                 | استرالیا (۲۰۱۰)                        |
| کومور (۲۰۱۲)          | چین (۲۰۱۰)           | مولدووا (۲۰۱۰)          | باهاما (۲۰۱۲)                                   | بلژیک (۲۰۱۲)                           |
| جمهوری کنگو (۲۰۱۰)    | هند (۲۰۱۱)           | لهستان (۲۰۱۰)           | برزیل (۲۰۱۰)                                    | کانادا (۲۰۱۲)                          |
| ساحل عاج (۲۰۱۱)       | عراق (۲۰۱۲)          | روسیه (۲۰۱۰)            | شیلی (۲۰۱۲)                                     | فنلاند (۲۰۱۰)                          |
| مصر (۲۰۱۲)            | ژاپن (۲۰۱۱)          | اسلواکی (۲۰۱۲)          | گواتمالا (۲۰۱۱)                                 | فرانسه (۲۰۱۱)                          |
| غنا (۲۰۱۲)            | مالزی (۲۰۱۰)         | اوکراین (۲۰۱۲)          | پرو (۲۰۱۱)                                      | آلمان (۲۰۱۱)                           |
| گینه بیسائو (۲۰۱۱)    | مغولستان (۲۰۱۲)      |                         | سنت کیتس و نویس (۲۰۱۱)                          | ایتالیا (۲۰۱۲)                         |
| موریس (۲۰۱۱)          | پاکستان (۲۰۱۰)       |                         | سنت لوسیا (۲۰۱۰)                                | لیختن‌اشتاین (۲۰۱۱)                     |
| مراکش (۲۰۱۱)          | فیلیپین (۲۰۱۲)       |                         | اروگوئه (۲۰۱۰)                                  | مالت (۲۰۱۱)                            |
| موزامبیک (۲۰۱۰)       | کره جنوبی (۲۰۱۰)     |                         | ونزوئلا (۲۰۱۱)                                  | نروژ (۲۰۱۰)                            |
| نامیبیا (۲۰۱۱)        | عربستان سعودی (۲۰۱۱) |                         |                                                 | ترکیه (۲۰۱۱)                           |
| نیجر (۲۰۱۰)           |                      |                         |                                                 | بریتانیا (۲۰۱۰)                        |
| رواندا (۲۰۱۲)         |                      |                         |                                                 | ایالات متحده آمریکا (۲۰۱۲)             |
| زامبیا (۲۰۱۲)         |                      |                         |                                                 |                                        |

## روش کار

### نشست‌ها

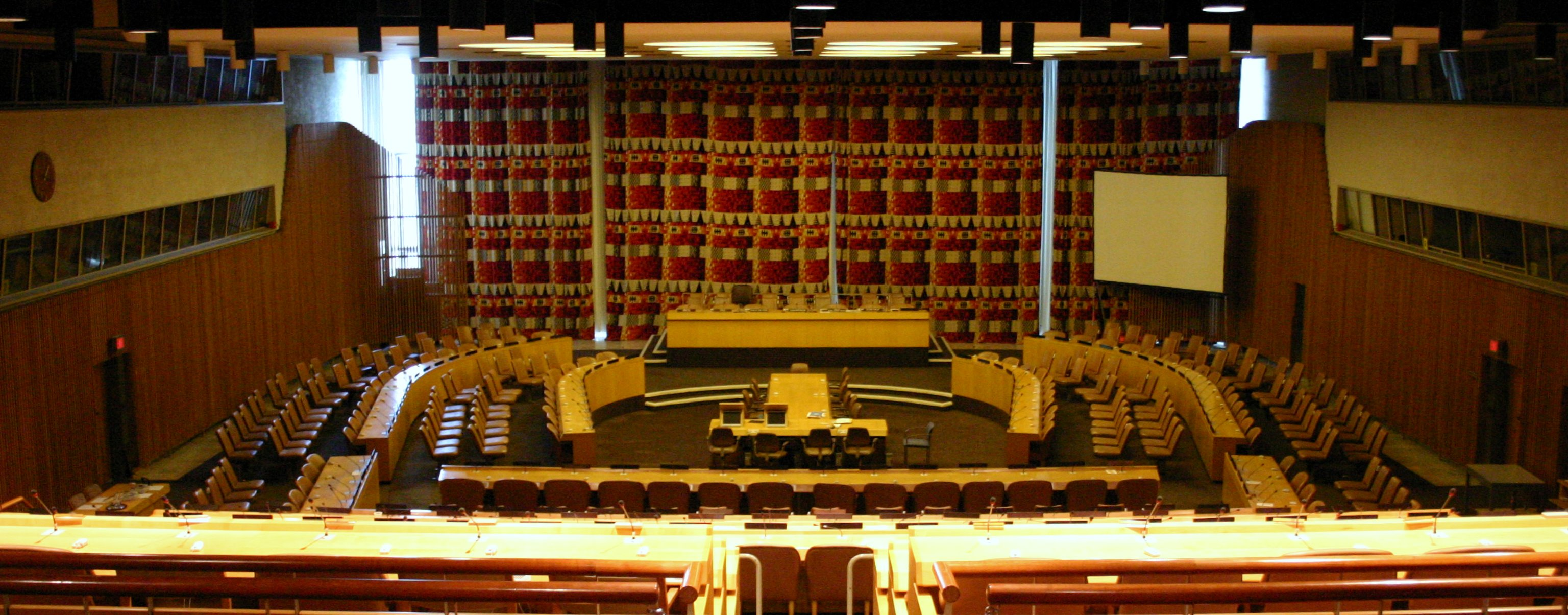
نمایی از درون ساختمان شورای اقتصادی و اجتماعی

شورای اقتصادی و اجتماعی سالانه سه نشست برگزار می‌کند. نشست نخست که بسیار کوتاه است و شامل نشست‌های تدارکاتی، میزگردها و بحث‌های گروهی فراوان است و اختصاص به تصویب دستور کار بعدی دارد. نشست دوم به بررسی مسائل اجتماعی می‌پردازد و در نیویورک برگزار می‌شود. نشست سوم که معمولاً در ژنو (ستاد اروپایی سازمان ملل متحد) برگزار می‌شود، مسائل اقتصادی را بررسی می‌نماید.

### وظایف و اختیارات
شورای اقتصادی اجتماعی دارای صلاحیت و وظایف بسیار گسترده‌ای است. اگرچه این نهاد یکی از ارکان اصلی سازمان ملل است ولی تحت‌نظر مجمع عمومی فعالیت می‌کند و گزارش فعالیت‌های خود را به مجمع می‌دهد، تصمیمات مجمع عمومی را اجرا می‌نماید و به نوعی بازوی عملیاتی و اجرایی مجمع عمومی به حساب می‌آید.
فعالیت‌های اصلی این شورا عبارتند از:
1. ایجاد هماهنگی میان ارکان مختلف سیستم ملل متحد؛
2. نهاد مسئول انجام فعالیت‌های اقتصادی و اجتماعی سازمان ملل؛
3. انجام مطالعات و گزارش‌هایی دربارهٔ مسائل بین‌المللی مربوط به امور اقتصادی، اجتماعی، فرهنگی، آموزشی، بهداشتی و سایر امور مربوط به؛
4. ارائه توصیه‌هایی برای پیش‌برد حقوق بشر و آزادی‌های اساسی برای همه؛
5. تدارک و سازمان دادن کنفرانس‌های مهم بین‌المللی در خصوص مسائل اقتصادی و اجتماعی؛
6. هماهنگ‌سازی فعالیت‌های نهادهای تخصصی وابسته به سازمان ملل متحد؛
7. نظارت بر ارکان فرعی که توسط خود شورا یا سایر ارکان پایه‌گذاری شده است (این نظارت به این گونه است که این ارکان گزارش خود را به شورا می‌دهند و شورا این گزارش‌ها را در گزارشی که به مجمع عمومی می‌دهد لحاظ می‌کند).[۹][۱۰]

### نهادهای کمکی و وابسته
شورای اقتصادی و اجتماعی برای تحقق بخشیدن به اهداف خود شمار زیادی نهاد فرعی و وابسته به وجود آورده است. این نهادها یا از کارشناسان یا از نمایندگان دولت‌های عضو شورا یا از نمایندگان سازمان‌های بین‌المللی تشکیل می‌شود. گزارش این ارکان و نهادها مبنای کار شورا قرار می‌گیرد. تشکیلات وابسته به شورا عبارتند از:

#### کمسیون‌های دائمی
این کمسیون‌ها به‌طور منظم تشکیل نشست می‌دهند و گزارش خود را به شورا ارائه می‌کنند. صلاحیت این کمسیون‌ها یا موضوعی یا منطقه‌ای است.

##### کمیسیون‌های کاربردی
صلاحیت این کمسیون‌ها موضوعی است و نقش آن‌ها بررسی و ارائه توصیه دربارهٔ مسائل مربوط به حوزه‌های مسئولیت و تخصص خود است. این کمسیون‌ها عبارتند از:
- کمیسیون توسعه اجتماعی
- کمیسیون حقوق بشر سازمان ملل متحد (UNCHR) که در سال ۲۰۰۶ (میلادی) منحل و جای خود را به شورای حقوق بشر سازمان ملل متحد (UNHRC)، که زیر مجموعه مجمع عمومی است، بخشید.
- کمیسیون مواد مخدر
- کمیسیون جلوگیری از جرائم و عدالت کیفری
- کمیسیون توسعه دانش و تکنولوژی (CSTD)
- کمیسیون توسعه پایدار (CSD)
- کمیسیون وضعیت زنان (UN CSW)
- کمیسیون جمعیت و توسعه
- کمیسیون آمار[۹]

##### کمیسیون‌های منطقه‌ای
- کمیسیون اقتصادی سازمان ملل متحد برای اروپا (ECE) (در ۱۹۴۷ پایه‌گذاری شده و ستاد آن در ژنو، سوئیس است)
- کمیسیون اقتصادی سازمان ملل متحد برای آفریقا (ECA) (در ۱۹۵۸ پایه‌گذاری شده و ستاد آن در آدیس آبابا، اتیوپی است)
- کمیسیون اقتصادی سازمان ملل متحد برای آمریکای لاتین و حوزه دریای کارائیب (ECLAC) (در ۱۹۴۸ پایه‌گذاری شده و ستاد آن در سانتیاگو، شیلی است)
- کمیسیون اقتصادی و اجتماعی سازمان ملل متحد برای آسیا و اقیانوسیه (ESCAP) (در ۱۹۴۷ پایه‌گذاری شده و ستاد آن در بانکوک، تایلند است)
- کمیسیون اقتصادی و اجتماعی سازمان ملل متحد برای آسیای باختری (ESCWA) (در ۱۹۷۳ پایه‌گذاری شده و ستاد آن در بیروت، لبنان است)[۹]

#### کمیته‌های دائمی
- کمیته برنامه و هماهنگی
- کمیته سازمان‌های غیردولتی
- کمیته مذاکرات با آژانس‌های بین‌المللی[۹]

#### گروه‌های ویژه
- گروه ویژه تخصصی بین الدول در خصوص انرژی و توسعه پایدار
- کارگروه ویژه انفورماتیک[۱۱]

#### گروه‌های ویژهٔ متشکل از متخصصان دولتی
- کمیته متخصصان کالاهای خطرناک و سیستم هماهنگ طبقه‌بندی شیمیایی
- گروه تخصصی سازمان ملل در خصوص نام‌های جغرافیایی[۱۱]

#### گروه‌های تخصصی
- کمیته سیاست‌گذاری توسعه
- کمیته کارشناسان مدیریت عمومی
- کمیته کارشناسان بین‌المللی در مسائل مالیاتی، حقوق اقتصادی، اجتماعی، فرهنگی
- کمیته انرژی و توسعه پایدار[۹]

#### دیگر نهادها
- هیئت امنای تحقیق بین‌المللی و مؤسسه آموزشی به منظور ارتقای زنان
- انجمن دائمی ملل متحد برای مسائل بومیان (UNPFII)
- مجمع سازمان ملل دربارهٔ جنگل‌ها[۹]

## رابطه شورا با سازمان‌های بین‌المللی دیگر

### رابطه با کارگزاری‌های تخصصی سازمان ملل
نهادهای تابعه سازمان ملل نهادهای مستقلی هستند که با سازمان ملل و یکدیگر کار می‌کنند، و بر اساس نظام همکاری شورای اقتصادی و اجتماعی با هم همکاری دارند. در زیر اسامی شماری از نهادهای بین‌المللی آمده که همگی به شورا گزارش، و برای نشست اساسی آن توصیه می‌دهند.
- برنامه عمران ملل متحد (UNDP)
- سازمان بین‌المللی کار (ILO)
- سازمان خواربار و کشاورزی ملل متحد (FAO)
- سازمان تربیتی، علمی و فرهنگی سازمان ملل متحد (UNESCO)
- سازمان جهانی بهداشت (WHO)
- گروه بانک جهانی (WB)
- بانک بین‌المللی بازسازی و توسعه (IBDR)
- انجمن توسعه بین‌الملل (IDA)
- شرکت مالی بین‌المللی (IFC)
- آژانس چندجانبه تضمین سرمایه‌گذاری (MIGA)
- مرکز بین‌المللی حل و فصل اختلافات سرمایه‌گذاری (ICSID)
- صندوق بین‌المللی پول (IMF)
- اتحادیه بین‌المللی مخابرات (ITU)
- اتحادیه جهانی پست (UPU)
- سازمان جهانی هواشناسی (WMO)
- سازمان جهانی مالکیت فکری (WIPO)
- صندوق بین‌المللی توسعه کشاورزی (IFAD)
- صندوق کودکان ملل متحد (UNICEF)
- سازمان توسعه صنعتی ملل متحد (UNIDO)
- دفتر مشاوره‌ای سازمان ملل متحد (UNOPS)
- سازمان بین‌المللی پناهندگان (IRO-در سال ۱۹۵۲ منحل شد)
- هیئت بین‌المللی کنترل مواد مخدر[۱۲]
- سازمان جهانی گردشگری (UNWTO)

### رابطه با سازمان‌های بین‌المللی غیردولتی
برای نخستین بار سازمان‌های مردم‌نهاد بین‌المللی توانستند از طریق شورای اقتصادی و اجتماعی در سال ۱۹۴۶ (میلادی) در سازمان ملل متحد حضور رسمی داشته باشند و به فعالیت بپردازند. شورا می‌تواند با سازمان‌های بین‌المللی غیردولتی دربارهٔ مسائلی که در حیطهٔ صلاحیت‌اش قرار دارد مشورت کند. هم‌اکنون ۳۳۳۶ سازمان غیردولتی با شورا ارتباط مشورتی دارند. در واقع شورا در سازمان‌های غیردولتی نقش مشاوره‌ای دارد.

## رأی‌گیری
اکوسوک بعد از بحث در موارد مختلف می‌تواند توصیه‌نامه یا قطعنامه صادر نماید. تصمیمات شورای اقتصادی و اجتماعی با اکثریت آرای حاضر و رأی‌دهنده گرفته می‌شود. البته تصمیم‌های شورا در هیچ حالتی الزامی نیستند.
تمامی دولت‌های عضو شورای اقتصادی و اجتماعی دارای یک حق رأی خواهند بود.